# Manobra de Phalen

Secção transversa através do pulso e seus dedos. (O nervo mediano é o ponto amarelo perto do centro. O túnel do carpo não está indicado.)

Manobra de Phalen é um exame diagnóstico para a síndrome do túnel do carpo descoberto por um ortopedista norte-americano chamado George S. Phalen.

## Processo
Solicita-se ao paciente que mantenha seus punhos em flexão completa e forçada (empurrando as superfícies dorsais de ambas mãos juntas) por 30-60 segundos. Essa manobra aumenta moderadamente a pressão no túnel do carpo e possui o efeito de prensar o nervo mediano entre a borda proximal do ligamento transverso do carpo e a borda anterior da porção distal do rádio. Ao comprimir o nervo mediano no interior do túnel do carpo, sintomas característicos (como queimação, pontada ou formigamento no polegar, indicador, dedo médio e dedo anelar) são considerados sinais positivos e sugerem uma síndrome do túnel do carpo.

## Acurácia
Em estudos de acurácia diagnóstica, a sensibilidade da manobra de Phalen variou de 51% a 91% e sua especificidade entre 33% e 88%.
A manobra de Phalen é mais sensível que o sinal de Tinel.